# Agriornis albicauda
Agriornis albicauda là một loài chim trong họ Tyrannidae.